# Аксёново-Зиловское
Аксёново-Зи́ловское — посёлок городского типа в Чернышевском районе Забайкальского края. Административный центр городского поселения «Аксёново-Зиловское».

## География
Расположен на Транссибирской магистрали в 380 километрах к востоку от Читы. В посёлке находится железнодорожная станция Зилово Забайкальской железной дороги.

## История
Основан в 1908 году при строительстве железной дороги на месте посёлка Алексеевский. Длительное время существовало два населённых пункта. разделённых железной дорогой: посёлок Алексеевский и станция Зилово.
В годы Октябрьской революции и Гражданской войны в Зилово находился штаб под руководством Сергея Лазо. На станции проводили собрание рабочих Сергей Лазо и Дмитрий Шилов, организатором комсомольской ячейки был Александр Фадеев (Булыга).
Статус посёлка городского типа — с 1930 года. В это же время посёлок был переименован в Аксёново-Зиловское, в честь братьев Аксёновых, погибших в годы гражданской войны в бою против семёновцев.

## Образование и культура
В посёлке имеется средняя общеобразовательная школа № 70 и ДДТ (бывшая девятилетняя школа № 72), детский сад «Медвежонок», больница, клуб железнодорожников закрыли в 2016 году, так же в посёлке имеется ФОК .

## Промышленность
Вся промышленная деятельность связана с железной дорогой: дистанция пути № 8, дистанция СЦБ, восстановительный поезд № 6, рельсосварочное предприятие № 37, дистанция гражданских сооружений и водоотведения (филиал ГФУ). В связи с реформированием железной дороги закрыто одно из самых больших предприятий посёлка — пункт смены локомотивных бригад. Так же открылся прииск"Арчикой", и ещё одна золотодобывающая компания.

## Население
| 1959  | 1970  | 1979  | 1989  | 2002  | 2007  | 2009  | 2010  |
| ----- | ----- | ----- | ----- | ----- | ----- | ----- | ----- |
| 7783  | ↘6048 | ↗6598 | ↘5904 | ↘4283 | ↘4080 | ↘4061 | ↘3443 |
| 2011  | 2012  | 2013  | 2014  | 2015  | 2016  | 2017  | 2018  |
| ↘3425 | ↘3319 | ↘3240 | ↘3160 | ↘3148 | ↘3079 | ↘3027 | ↘2978 |
| 2019  | 2020  | 2021  |       |       |       |       |       |
| ↘2958 | ↘2909 | ↘2746 |       |       |       |       |       |

## Достопримечательности
На территории средней школы № 70 установлен памятник герою-земляку Герою Советского Союза — Виктору Чалдаеву, погибшему в неравном бою у села Велицкий (Великий) Ходачков на Украине.

## Разное
Входит в Перечень населённых пунктов Забайкальского края, подверженных угрозе лесных пожаров.

## Знаменитые уроженцы и жители
- В посёлке родились два Героя Советского Союза — Виктор Чалдаев и Пинский Матвей Савельевич
- Также посёлок является родиной полного кавалера Орденов Славы — Петруковича Алексея Степановича.
- Прославил посёлок и знаменитый Герой Социалистического труда — Соловьёв Иван Трофимович.
- В посёлке в разное время родились и жили люди, имена которых известны на всю страну. К числу таких относится и поэт Геннадий Головатый[21], автор знаменитого стихотворения «Сила»[22].